# Cyathea multiflora
Cyathea multiflora là một loài thực vật có mạch trong họ Cyatheaceae. Loài này được Sm. mô tả khoa học đầu tiên năm 1793.